# Plebejus caernensis
Plebejus caernensis är en fjärilsart som beskrevs av Thompson 1937. Plebejus caernensis ingår i släktet Plebejus och familjen juvelvingar. Inga underarter finns listade i Catalogue of Life.